# Johan Liefvendahl
Johan Liefvendahl Urodził się 13 marca 1980 roku w Szwecji. Jest jednym z założycieli Seventh Wonder oraz współtwórcą większości tekstów i muzyki. Przed SW, Johan był członkiem zespołu Menkind.
Jak sam mówi, jego największym idolem jest Nuno Bettencourt. Uważa go za mistrza jeżeli chodzi o grę na gitarze rytmicznej. Dla Johana istotą jego solówek jest dobra melodia. Ceni osoby, które potrafią połączyć świetną linię melodyczną z kilkoma gitarowymi trikami.
Johan inspiruje się: Europe, Extreme, Freak Kitchen, Harem Scream, Talisman, Dream Theater.
Sprzęt, którego używa Johan to: Musicman EVH, EVH Wolfgang oraz Mesa Boggie - Dual Rectifier.

## Dyskografia
- Seventh Wonder (2001)
- Temple in the Storm (2003)
- Become (2005)
- Waiting in the Wings (2006)
- Mercy Falls (2008)
- The Great Escape (2010)